# 符
符（ふ）とは、律令制において上級の官司（所管）より下級の官司（被管）に対して命令を下す際に用いる公文書のこと。

## 概要
「符」とは、本来は「竹や木などに印となる文字を書き、二分して、一方を渡して後日の証としたもの」（『日本国語大辞典』）と定義される。「符」のルーツと言える中国においても、「符信也。漢制、以竹。長六寸。分而相合。从竹付声」（『説文解字』）と解され、命令を奉じた使者と命令の下達先の間で使者が本物であることを示す証として用いられてきた。これは晋以降になって命令を下達する文書そのものを指すようになった。古代日本において「符」に付けられた和訓を見ても「アラハス」「チキル」「カナフ」などの証を意味する用法に由来するものと「シルシ」「オシテ」などの文書とつながりの深い用法に由来するものが存在している。
太政官が下す符を特に太政官符と呼称されるが、太政官以外の機関、すなわち八省や弾正台から下級の官司や諸国に出す命令、更により下位にある官司でも自己よりも下級の官司に対しては符の形式の命令文書が出されていた。例えば、太政官符に加えて民部省が下した省符（民部省符）を以て不輸の権が確認された荘園を官省符荘と称している。また、大宰府が管内諸国へ出した大宰府符や国司が出した国符の存在が知られ、更に郡司の命令が記された「郡符」が記された木簡が八幡林遺跡（新潟県長岡市）や山垣遺跡（兵庫県丹波市）から出土している。更に、公卿の家司も家符と呼ばれる独自の符を発給した。
公式令にその書式が定められており、符は初行に○○○（上級の官司）符其×××（下級の官司）の書出に始まり、2行目より事実書（内容の記載）が行われて「符至奉行（符至らば奉行（文書の内容を実施）せよ）」の句が書止として付される。ただし、太政官符の場合は初行の書出と2行目の事実書の間に1行設け符の概要を示す事書が加えられる。また、書止には公式令で定められた「符至奉行」の他に「故符（ことさらに符す）」・「以符（もって符す）」などの略式のものも用いられた。書止の次の行には実際の発給担当者の位署が官職・位階・姓名の順に従って記載され（太政官符の場合は、行の上部に弁官、下部に史の位署がなされた）、その次の行に発給された年月日が記載された。書止－発給者位署－発給年月日の順に記載され、なおかつそれぞれ改行が行われるのは符のみの書式であり、符であることを示す証であった。このため、他の部分には書式の一部省略が行われることがあっても、発給者位署と発給年月日の位置と順序が改められたり省略されることは無かった。発給年月日の下側にこの符を相手先に送付した使人の位署がされ、最後の行に「鈴剋　伝符亦准此（鈴剋（れいこく）・伝符（ともに駅伝に用いられるもので、転じて駅伝を介して諸国の国司に送られてきた場合）もまた此れ（正規の符の手続）に准ぜよ）」と書かれて締め括られる。
平安時代中期以後、太政官符は官宣旨（弁官下文）にその役目を取って代わられ、他の官司の符も各種の下文に役目を譲った。ただし、太政官符など一部の符はその後も出される場合があり、明治維新による律令制官司の終焉まで一応、公文書の書式としての符は存続していたと言える。